# Беллуччи, Антонио
Антонио Беллуччи (итал. Antonio Bellucci; 19 февраля 1654, Пьеве-ди-Солиго, Тревизо — 29 августа 1726, Пьеве-ди-Солиго) — итальянский живописец и декоратор, работал в стиле венецианского рококо с элементами классицизма. Наиболее известен своими работами в Англии, Германии и Австрии. Он был одним из тех художников, которые искали заказы к северу от Италии, предоставляя своим покровителям величественные фрески в итальянском стиле для частных дворцов, что было характерно для искусства рубежа XVII—XVIII веков.

## Биография
Художник родился в городке Пьеве-ди-Солиго, области Тревизо (Венето). Учился живописи у Доменико Дифнико в Себенико (Шибеник) в Венецианской Далмации (ныне часть Хорватии), где он служил простым солдатом. С 1675 года работал в Венеции. В некоторых пейзажах Пьетро Темпесты фигуры написаны Беллуччи. Индивидуальный стиль художника формировался в Венеции под влиянием Пьетро Либери, Антонио Дзанки и Андреа Челести, самых выдающихся художников «города лагуны» (città lagunare) в последние десятилетия века.
В 1709 году Беллуччи поселился в Вене по приглашению императора Иосифа I, портрет которого написал. Он также работал на его преемника — Карла VI. Самым впечатляющим произведением, созданным Беллуччи в австрийской столице, является серия из десяти плафонов в Лихтенштейнском дворце. Другие двадцать три декоративные картины, судьба которых неизвестна, он написал для замка Фельдесберг.
Из Вены Беллуччи был вызван курфюрстом Пфальца Джованни Гульельмо в Дюссельдорф. Многочисленные работы, которые он выполнил для замка Бенсберг, сейчас разбросаны по разным немецким коллекциям.
Он также работал на курфюрста Майнца и архиепископа Бамберга. В 1716 году, после смерти курфюрста Беллуччи был приглашен в Лондон. Сохранилась роспись плафона работы Беллуччи в Букингемском дворце и многие другие работы в английской столице. В 1722 году художник вернулся в Венецию. Его последней работой можно считать картину «Иосиф и жена Потифара» из Веронского музея.

## Значение творчества Антонио Беллуччи
Беллуччи был типичным представителем декоративной живописи в стиле барокко на рубеже двух столетий, для которой в Венето характерно некоторое возвращение к Веронезе. Однако его произведения отличает нежный колорит, предвещающий французское рококо, развиваемый и другими венецианцами: Пьетро Либери, Андреа Челести, Себастьяно Риччи и Джованни Антонио Пеллегрини.

## Галерея
- Антиох и Стратоника. Ок. 1700. Холст, масло. Картинная галерея старых мастеров, Кассель
- Даная. Ок. 1703. Холст, масло. Музей изобразительных искусств, Будапешт
- Геркулес и Омфала. Ок. 1698. Холст, масло. Ка-Реццонико, Зал Лаццарини, Венеция
- Вознесение Христа. Роспись плафона приходской церкви Святого Михаила и всех ангелов. 1719–1721. Грейт-Уитли, Вустершир, Англия
- Поклонение волхвов. Холст, масло. Музей изящных искусств, Хьюстон, Техас
- Мучения Святого Себастьяна. Ок. 1717. Холст, масло. Далиджская картинная галерея, Лондон